# Legio lancarii
Legio Lancarii – formacja piechoty we wczesnym cesarstwie wschodnim, początkowo stanowili część legionu. Później straż pałacowa cesarzy wschodnich.

## Pochodzenie i zadania
Legio Lancarii zostali stworzeni jako formacja pomocnicza dla ciężkiej piechoty. Początkowo byli formacją wchodzącą w skład wojsk polowych Comitatenses, ich głównym zadaniem była ochrona wojsk piechoty przed atakami kawalerii. Formacje te składały się głównie z: Greków, Kapadocjan i rzadziej Ormian.

## Wyposażenie
Wyposażenie składało się z:
- zbroi łuskowej
- metalowego hełmu
- pilum
- owalnej tarczy
- gladiusa
- włóczni